# Høsttidløs
Høsttidløs (Colchicum autumnale), ofte skrevet høst-tidløs, er en staude med en spinkel, tueformet vækst. Alle dele af planten er giftige. Planten kaldes også nøgenjomfru.

## Beskrivelse
Bladene danner en grundstillet roset, der kommer frem om foråret sammen med frøkapslerne. Bladene er smalt lancetformede og ca. 40 cm lange med hel rand og parallelle ribber. Begge bladsider er lysegrønne.
Blomstringen sker september-oktober, når bladene for længst er visnet væk. På det tidspunkt skyder der 1-3 blomster frem. De er regelmæssige med seks lysviolette blosterblade. Frugtknuden ligger skjult i jorden indtil foråret. Da ser man kapslerne skyde grønne op af jorden, modnes og blive brune, så de mange frø kan spredes.
Rodnettet består af den brunskællede stængelknold og et trævlet rodsystem.
Højde x bredde og årlig tilvækst: 0,40 x 0,40 m (40 x 40 cm/år), men blomsterne er kun halvt så høje. 

## Hjemsted
Høsttidløs stammer oprindeligt fra Mellemøsten og Sydøsteuropa, men har bredt sig til store områder af Syd-, Central- og Vesteuropa. Derimod findes den kun dyrket i Nordeuropa. Den foretrækker lysåbne eller letskyggede voksesteder med en fugtig og næringsrig bund i enge eller på skråninger, hvor der er læ og varmt.
I naturreservatet Piekielna Dolina, som ligger i det sydvestligste Polen op mod Sudeterbjergene, findes arten i blandet, ret åben løvskov sammen med bl.a. alm. engelsød, fjerbusk, hasselurt, alm. knærod, kvalkved, tørst, vintergæk, bredbladet klokke, dorotealilje, engblomme, fladkravet kodriver, kranslilje, liden singrøn, liljekonval, peberbusk og Veratrum lobelianum (en art af foldblad)

## Giftighed
Planten er meget giftig, og den tiltagende brug af ramsløg gør forvekslinger sandsynlige. Alle dele af planten er giftige, for de indeholder alkaloidet colchicin. Mængden svinger med årstiden, og den er størst om foråret.
| Portal | Portal:Botanik |

## Note
1. ↑  nature.poland.pl: Anonym: Sudety and Przedgorze Sudeckie (engelsk)